# Сикамор (Оклахома)
Сикамор (енгл. Sycamore) насељено је место без административног статуса у америчкој савезној држави Оклахома.

## Демографија
По попису из 2010. године број становника је 177, што је 6 (-3,3%) становника мање него 2000. године.
| Група             | 2000.      | 2010.      |
| Белци             | 67 (36,6%) | 64 (36,2%) |
| Афроамериканци    | 0 (0,0%)   | 0 (0,0%)   |
| Азијати           | 0 (0,0%)   | 0 (0,0%)   |
| Хиспаноамериканци | 0 (0,0%)   | 4 (2,3%)   |
| Укупно            | 183        | 177        |